# Kurt Schneider (Politiker)
Ernst Kurt Schneider (* 19. Dezember 1885 in Altstadt Waldenburg; † 24. Juli 1929 in Gera) war ein deutscher Fabrikant und Politiker (DVP).

## Leben
Schneider war der Sohn des Schneidermeisters Friedrich Schneider in Untermhaus und dessen Ehefrau Ernestine Ida geborene Schäller. Er war evangelisch-lutherischer Konfession und heiratete am 10. Januar 1917 in Untermhaus die Verkäuferin Maria Johanne Burkhardt (* 5. September 1895 in Glauchau), die Tochter des Fleischers Oskar Bernhard Burkhardt in Glauchau.
Schneider war Fleischer und Fabrikant in Untermhaus.
Nach der Novemberrevolution wurde er zum 17. Februar 1919 für die DVP in den Landtag Reuß jüngerer Linie gewählt. Als Abgeordneter wurde er Mitglied des vereinigten Landtages des Volksstaates Reuß. Am 1. Mai 1920 schlossen sich der Volksstaat Reuß und sechs weitere thüringische Kleinstaaten zum Land Thüringen zusammen. Damit wandelte sich der Reußer Landtag in eine Gebietsvertretung. Auch dieser gehörte er an. Zum 31. März 1921 schied er aufgrund der Verkleinerung der Gebietsvertretung aus.